# Віденборстель
Віденборстель (нім. Wiedenborstel) — громада в Німеччині, розташована в землі Шлезвіг-Гольштейн. Входить до складу району Штайнбург. Складова частина об'єднання громад Келлінгузен.
Площа — 4,52 км2. Населення становить 12 ос. (станом на 31 грудня 2020).